# 平谷高原赤坂スキー場
平谷高原赤坂スキー場（ひらやこうげんあかさか-じょう）は、長野県下伊那郡平谷村にあるスキー場である。国道153号に面しており、平谷村の中心部にもほど近いファミリー向けスキー場。2009-2010シーズンよりナイター営業は無くなった。第三セクターのみなみ信州平谷リゾートが経営している。
スノーボードは部分滑走可能。専用コースがあり、キッカーなどパークアイテムもいくつかある。
夏のシーズンもレジャー施設として営業していて、スポーツやバギー、キャンプなどが楽しめる。

## ゲレンデ

### コース
すべてのコースがベースの同じところに戻ってくるゲレンデ構成となっている。キッズパークもある。
- Aコース (初級者向け)
- Bコース (中級者向け)
- Cコース (上級者向け)
- Dコース (中級者向け)

### リフト
第１ペアリフトと第２ペアリフトの二本のリフトがかかり、スノーコンベアが三台設置されている。

## 交通
- 中央自動車道飯田ICから32km